# Theodor Zech
Theodor Zech (16. března 1907, Hamburk–?) byl německý matematik a učitel.

## Život
Theodor Zech studoval mezi lety 1925 až 1931 postupně na univerzitách v Tübingenu, Hamburku a v Göttingen. V roce 1932 se stal asistentem a v roce 1937 získal doktorát na Technické univerzitě Darmstadt za práci Anschauliches zur Iteration bei Gleichungen und Differentialgleichungen. V roce 1940 se na této škole habilitoval. O rok později se stal docentem na Německé vysoké škole technické v Praze. V roce 1943 z Prahy odešel. V roce 1951 se vrátil na Technickou univerzitu Darmstadt.